# 475 v. Chr.
Portal Geschichte | Portal Biografien | Aktuelle Ereignisse | Jahreskalender | Tagesartikel

◄ |
6. Jahrhundert v. Chr. |
5. Jahrhundert v. Chr. |
4. Jahrhundert v. Chr. |
►

◄ | 490er v. Chr. | 480er v. Chr. | 470er v. Chr. | 460er v. Chr. |
450er v. Chr. |
►

◄◄ | ◄ | 478 v. Chr. | 477 v. Chr. | 476 v. Chr. | 475 v. Chr. |
474 v. Chr. |
473 v. Chr. |
472 v. Chr. |
► |
►►

## Ereignisse

### Politik und Weltgeschehen

#### Europa
- Die Athener unter Kimon erobern die Insel Skyros.

#### Kaiserreich China
- Im China der Zhou-Dynastie beginnt die Zeit der Streitenden Reiche, die die Zeit der Frühlings- und Herbstannalen ablöst.

### Kultur
Der Antiphon-Maler ist in Athen zwischen 500 und 475 v. Chr. tätig.

### Natur und Umwelt/Katastrophen
- Über einen Ausbruch des Ätna wird berichtet.

## Gestorben
- Atossa, persische Königin, Mutter von Xerxes I. (* 550 v. Chr.)